# Arbeitsstelle für Universitätsgeschichte

Siegel der Universität Hamburg

Die Arbeitsstelle für Universitätsgeschichte der Universität Hamburg erforscht und vermittelt Universitäts- sowie Wissenschaftsgeschichte. Insbesondere widmet sich die Arbeitsstelle der Geschichte der Hamburger Universität. Aufgebaut wurde die Einrichtung von Eckart Krause. Beteiligt am Aufbau war Rainer Nicolaysen, der die Arbeitsstelle seit 2010 leitet.
Für ihr Engagement zeichnete die Alfred Toepfer Stiftung F. V. S. Krause und Nicolaysen im Jahr 2008 mit dem Max-Brauer-Preis aus.
Beheimatet ist die Arbeitsstelle für Universitätsgeschichte im Hauptgebäude der Universität Hamburg.

## Hamburger Bibliothek für Universitätsgeschichte
Der Arbeitsstelle zugehörig ist die Hamburger Bibliothek für Universitätsgeschichte. Diese umfasst mehr als 20.000 Bücher, Aufsätze und Sonderdrucke zur Geschichte deutschsprachiger Universitäten und einzelner Wissenschaften. Recherchierbar sind diese online über den Campus-Katalog der Staats- und Universitätsbibliothek Hamburg Carl von Ossietzky.
Des Weiteren weist die Bibliothek vielfältige Materialien zu Personen und Themen der Universitätsgeschichte auf. Hierzu gehören zehntausende Zeitungsausschnitte und studentische Flugblätter seit den 1960er Jahren.

## Historisches Rektorzimmer
Exponate aus der Geschichte der Hamburger Universität werden in den Räumen der Arbeitsstelle präsentiert; im sogenannten Historischen Rektorzimmer. Zu den Ausstellungsstücken zählen Büsten und Gemälde – beispielsweise eines vom Gründungsrektor der Hamburger Universität Karl Rathgen –, der vergoldete Schlüssel zum Hauptgebäude der Universität, die Amtskette des Rektors, ein Talar, ein Präsidentenschreibtisch, Erstausgaben von Werken bedeutender Hamburger Gelehrter sowie eine Sammlung von Schriften zur Geschichte der Hamburger Universität.

## 100-jähriges Jubiläum der Universität Hamburg
Zum 100-jährigen Jubiläum der Universität veranstaltete die Arbeitsstelle eine Vorlesungsreihe, welche sich über mehrere Semester erstreckte. Die in fünf Teile gegliederten Ringvorlesungen eröffneten den Blick auf die Geschichte einzelner Fächer. Referentinnen und Referenten waren Mitglieder des Hamburger Lehrkörpers, auswärtige Wissenschaftler sowie die ehemaligen Universitätspräsidenten Peter Fischer-Appelt und Jürgen Lüthje, welche Einblicke in ihre Amtszeiten gewährten. Innerhalb der Vorlesungsreihe referierte auch der Gründer der Arbeitsstelle für Universitätsgeschichte, Eckart Krause. Krause widmete sich der Frage, wann und in welcher Art und Weise die Universität Hamburg begann, sich mit ihrer Geschichte zu befassen."